# Emilio Mesejo

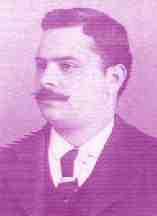
El actor Emilio Mesejo

Emilio Mesejo (Alcalá la Real, 30 de septiembre de 1864 - Burgos, 23 de febrero de 1931) fue un cantante lírico y actor español especializado en género chico.

## Biografía
Nacido el 30 de septiembre de 1864 en la localidad jiennense de Alcalá la Real en el seno de una familia con afición de artistas, era hijo del actor José Mesejo). Se crio y educó en la ciudad de Madrid, donde conseguiría sus mayores éxitos profesionales. 
Junto a su padre, tras trabajar en el Teatro de los Jardines del Buen Retiro, Teatro Felipe, Teatro Maravillas y Teatro Eslava entró a formar parte del elenco del Teatro Apolo en 1890. Sobre dicho escenario interpretó durante veinticuatro años, entre otras, las siguientes zarzuelas:
- La Gran Vía
- El chaleco blanco
- El dúo de La africana (personaje de Giuseppini)
- La caza del oso
- El monaguillo (personaje de Juanito)
- La verbena de la Paloma (dando vida al galán Julián)
- Agua, azucarillos y aguardiente (personaje de Lorenzo)
- El santo de la Isidra
- El barquillero (personaje de Melgares)
- Las campanadas (personaje de Rufino)
- La fiesta de San Antón (Antonio)
- La banda de trompetas (Carabonita)
- Doloretes o La revoltosa (como el protagonista, Felipe)

A su retorno de una gira por América y coincidiendo con el declive del género chico, se adaptó a los nuevos tiempos y se especializó en la interpretación de comedias, primero en el Teatro Lara y luego especialmente en el Teatro Español desde 1917 y en las compañías de María Guerrero (con la que estrenó Malvaloca, La noche del sábado y La marquesa Rosalinda en 1912 y Alceste y La fuerza del mal en 1914) y Enrique Borrás (junto al que representó, por ejemplo El abuelo, de Pérez Galdós y El bandido de la Sierra, de Luis Fernández Ardavín, ambas en 1923).
Falleció a consecuencia de una embolia en una turné por Burgos, el 23 de febrero de 1931. Fue uno de los fundadores de la Asociación de Actores Españoles.